# Frans Melckenbeeck
Frans Melckenbeeck (Lede, 15 de novembre de 1940) és un ciclista belga, ja retirat, que fou professional entre 1962 i 1972. Com a amateur va prendre part, sense sort als Jocs Olímpics d'Estiu de Roma de 1960. Com a professional els seus èxits més destacats foren la Lieja-Bastogne-Lieja de 1963 i una etapa del Tour de França de 1963.

## Palmarès
- 1961
  - 1r a la Volta a Limburg amateur i vencedor d'una etapa
  - Vencedor de 2 etapes a la Volta a Bèlgica amateur
- 1962
  - 1r del Circuit Escaut-Dendre-Lys
  - Vencedor d'una etapa dels Quatre dies de Dunkerque
  - Vencedor d'una etapa de la Volta a Luxemburg
- 1963
  - 1r de la Lieja-Bastogne-Lieja
  - 1r al Gran Premi Gran Premi 1r de maig d'Hoboken
  - Vencedor d'una etapa del Tour de França
  - Vencedor de 3 etapes del Tour del Sud-Est
  - Vencedor d'una etapa del Tour del Nord
- 1964
  - 1r del Gran Premi d'Isbergues
  - 1r a l'Omloop Het Volk
  - 1r del Gran Premi Fourmies
  - 1r al Gran Premi Marcel Kint
  - Vencedor de 3 etapes a la Volta a Espanya
  - Vencedor d'una etapa de la París-Niça
- 1965
  - 1r al Gran Premi de Mònaco
  - Vencedor d'una etapa a la Volta a Espanya
- 1967
  - Vencedor de 2 etapes a la Volta a Bèlgica
- 1968
  - 1r al Gran Premi de la vila de Zottegem
- 1970
  - 1r de la Roubaix-Cassel-Roubaix

### Resultats al Tour de França
- 1962. Abandona (12a etapa)
- 1963. Abandona (9a etapa). Vencedor d'una etapa
- 1964. Abandona (9a etapa)

### Resultats a la Volta a Espanya
- 1964. 37è de la classificació general. Vencedor de 3 etapes
- 1965. Abandona. Vencedor d'una etapa